# Misirlou
Misirlou ist ein traditionelles Lied mit Ursprüngen im östlichen Mittelmeerraum, das zwischen Thessaloniki und Konstantinopel (Istanbul) im späten 19. Jahrhundert schnell an Beliebtheit gewann. Der Titel, ein Wort arabischer oder türkischer Herkunft, lässt sich ungefähr als „ägyptisches Mädchen“ oder einfach als „Ägypterin“ übersetzen. Ursprünglich wurde das Lied als Rembetiko zur Begleitung des Tsifteteli-Tanzes verfasst.

## Geschichte des Liedes
Das Volkslied hat seinen Ursprung im östlichen Mittelmeerraum des Osmanischen Reiches, aber der ursprüngliche Autor des Liedes ist nicht bekannt. Es gibt Hinweise darauf, dass das Volkslied in den 1920er Jahren arabischen Musikern, griechischen Rembetiko-Musikern und jüdischen Klezmer-Musikern bekannt war.
Die Melodie ist eine Wiederaufnahme einer mehr oder weniger folkloristischen traditionellen altorientalischen Musik mit unbekannten Ursprüngen, die von verschiedenen Gemeinschaften u. a. aus Ägypten, Griechenland, der arabischen Welt und den Sepharden des ehemaligen Osmanischen Reiches beansprucht wurde.
Die früheste bekannte Aufnahme stammt aus dem Jahr 1927 von dem Rembetiko-Musiker Tetos Demetriades (Tetos) und wurde auf dem Album Ethnic Music on Records, Volume 3: Eastern Europe veröffentlicht. Demetriades, ein Grieche, wurde 1897 in Istanbul im Osmanischen Reich geboren und lebte dort bis zu seiner Übersiedlung in die Vereinigten Staaten im Jahr 1921, zur Zeit der Vertreibung der Griechen von der Westküste Kleinasiens.
1941 vertonte Seymour Rexite die erste Textversion des Liedes mit einem Text von seiner Frau Miriam Kressyn. Der Songtext war damals auf Jiddisch.
The Cardinals sangen die erste englische Version im Jahr 1955.
1962 arrangierte Dick Dale den Song als instrumentales Rockgitarren-Solostück neu. Dales Vater und Onkel waren libanesisch-amerikanische Musiker, und Dale erinnerte sich daran, wie sein Onkel Misirlou auf der Oud spielte. Er steigerte das Tempo des Liedes beträchtlich und machte daraus einen Rock-’n’-Roll-Song. Es war Dales Surf-Version, die Misirlou einem breiteren Publikum in den USA bekannt machte.
Bis 1963 wurden zahlreiche Versionen des Liedes veröffentlicht, einige mit zusätzlichen Texten und andere, die die Melodie interpretierten. Bigband und Künstler wie Xavier Cugat trugen dazu bei, dem Lied eine mystische Note zu verleihen. Korla Pandit veröffentlichte es 1958 als Harmonium-Versions auf dem Album Music of the Exotic East, und Tzeni Vanou präsentierte eine weniger bekannte griechische Version.
1994 verwendete Quentin Tarantino die Version von Dick Dale & His Del-Tones in seinem Film Pulp Fiction, wobei er lediglich die Stimmen von Tim Roth und Amanda Plummer hinzufügte. Im Jahr 2004 wurde das Lied in einer griechischen Version von Anna Vissi für die Schlusszeremonie der Olympischen Spiele in Athen verwendet.

## Tanz
Der Misirlou ist ein Tanz, der 1945 in den USA an der Duquesne University, Pittsburgh, von Brunhilde Dorsch unter Verwendung der griechischen Tänze Syrtos, Chasapiko und Chaniotikos geschaffen wurde. Er wird zu dem gleichnamigen Lied Misirlou im offenen Kreis getanzt. Außerhalb Griechenlands wird er oft als traditioneller griechischer Tanz bezeichnet.

## Tonmaterial
Der von vielen als „orientalisch“ empfundene Klang des Stückes entsteht durch die im Hauptthema verwendete Tonleiter, die in der griechischen Popularmusik als Hitzaskár bezeichnet wird.

## Coverversionen (Auswahl)
- 1927: Nicholas (Nikos) Roubanis (als Komponist gutgeschrieben) und Tetos Demetriades (Sänger) (erste Aufnahme in New York)
- 1930: Michalis Patrinos (Aufnahme in Athen, Griechenland)
- Ende 30er/Anfang 40er: Sofia Vembo
- 1951: Dario Moreno (französische Version)
- 1946: Jan August (Jazz-Mambo-Version)
- 1962: Dick Dale, Album Surfers' Choice.
- 1962: The Trashmen, Album Surfin Bird
- 1963: The Beach Boys, Album Surfin' U.S.A.
- 1996: Rachid Taha, Alben Olé Olé und Carte blanche (Album) von 1997
- 2004: Anna Vissi (bei der Abschlusszeremonie der Olympischen Sommerspiele 2004 in Athen).

## Im Kino
- 1994: Pulp Fiction von Quentin Tarantino (Eröffnungsszene)
- 1994: Die Simpsons (Barts Freundin, Episode 7, Staffel 6)
- 1996: Space Jam, von Joe Pytka
- 1997: Der große Macher, von Michael Moore
- 1998: Taxi, von Gérard Pirès (Eröffnungsszene)
- 1998: Six-String Samurai (Version Surfing in Siberia, von den Red Elvises)
- 1998: Antz (Ameisen), von Eric Darnell und Tim Johnson
- 2000: Taxi 2, von Gérard Krawczyk.
- 2003: Taxi 3, von Gérard Krawczyk
- 2003: Charlie’s Angels : Die Engel sind los!, von McG
- 2006: Taxi 4, von Gérard Krawczyk
- 2008: Mad Men (Jet Set, Episode 11, Staffel 2)
- 2010: Tournée, von Mathieu Amalric
- 2010: Le Mac, von Pascal Bourdiaux